# 四国積水工業
四国積水工業株式会社（しこくせきすいこうぎょう、SHIKOKU SEKISUI CO., LTD.）は、愛媛県西条市氷見に本社を置く化学メーカー。積水化学工業の子会社である。

## 沿革
- 1964年（昭和39年）
  - 3月 - 会社設立。
  - 7月 - 硬質塩化ビニル管、家庭用・産業用プラスチック射出成形品、ポリエチレンフィルムの製造販売を開始。
- 1968年（昭和43年）4月 - 農業用潅水パイプの製造販売を開始。
- 1973年（昭和48年）9月 - 被覆鉄線製造販売を開始。
- 1979年（昭和54年）1月 - 発泡ポリエチレン管の製造販売を開始。
- 1982年（昭和57年）7月 - 真珠用椎貝卵抜篭の製造販売を開始。
- 1983年（昭和58年）
  - 1月 - FRP引抜成形品の製造販売を開始。
  - 5月 - 人工芝の製造販売を開始。
- 1987年（昭和62年）1月 - 塩化ビニル止水板の製造販売を開始。
- 1988年（昭和63年）12月 - 水道用ポリエチレン二層管の製造開始。
- 1990年（平成2年）4月 - ポリエチレンフォーム、アクリルフォームの製造販売を開始。
- 1992年（平成4年）7月 - 床化粧材（ユニットタイル）の製造開始。
- 1998年（平成10年）10月 - 農業用薬剤散布システム販売開始。
- 2001年（平成13年）5月 - 床化粧材（ユニットタイル）新工場竣工。
- 2002年（平成14年）8月 - 合成木材「リファーレEX」の製造開始。
- 2003年（平成15年）
  - 2月 - 硬質塩化ビニル床材「デッキ材」の製造開始。
  - 4月 - PP巻芯の製造開始。
- 2009年（平成21年）10月 - 合成木材「アシェラウッド」の製造開始。
- 2014年（平成26年）4月 - 塩ビパイプの製造開始。